# Aderus roberti
Aderus roberti é uma espécie de inseto besouro da família Aderidae. Foi descrita cientificamente por Maurice Pic em 1910.